# Impressão genómica

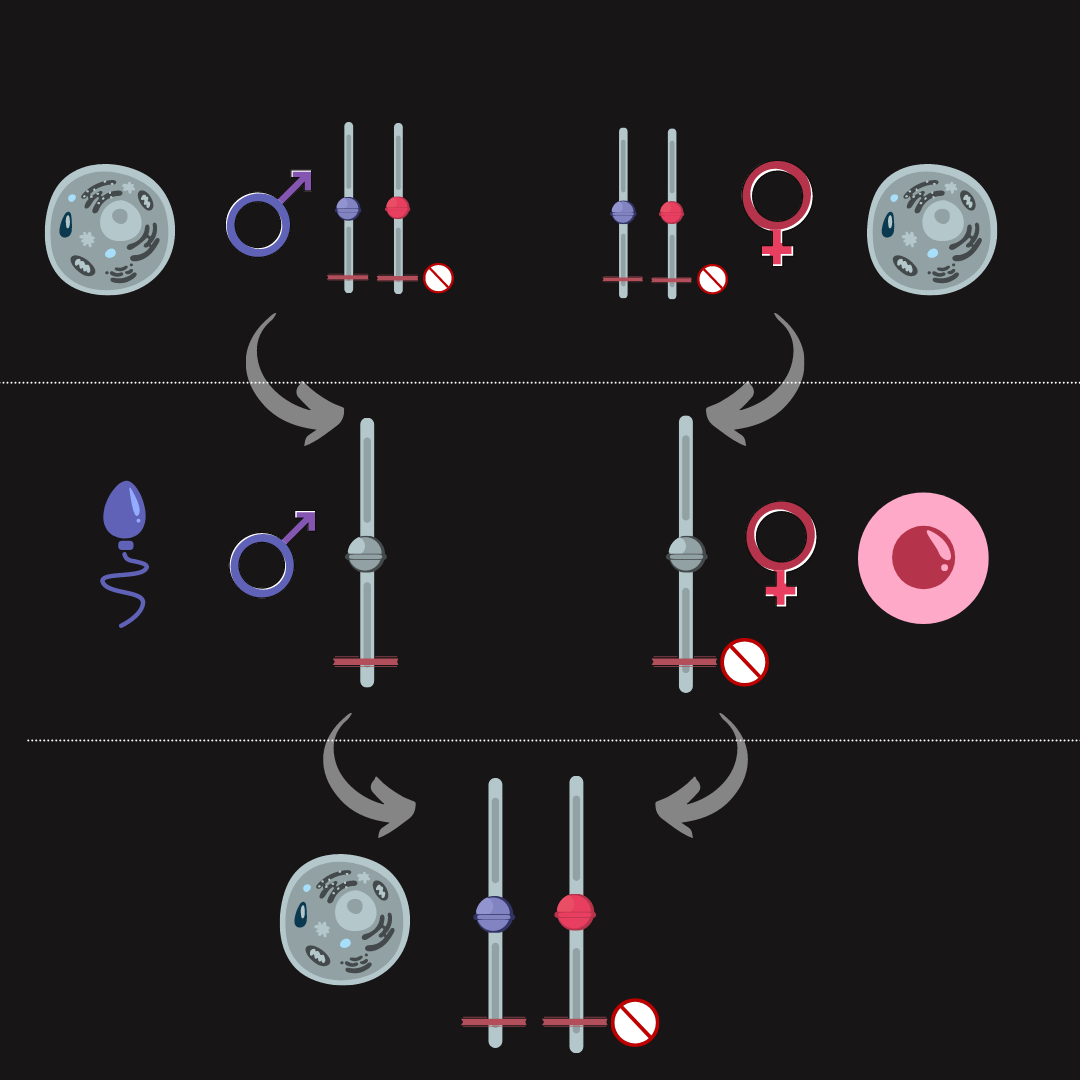
Em genes sujeitos ao imprinting materno, será silenciado, em células somáticas, o alelo herdado da mãe, enquanto o alelo proveniente do pai permanece sendo expresso.
Já nos gametas, nesse tipo de imprinting, o alelo será sempre silenciado no óvulo e sempre expresso no espermatozoide, independentemente da origem de cada um (paterna ou materna). Assim, quando o zigoto se forma, o padrão se preservaː o alelo materno se encontrará inativado e o paterno, ativo.

Impressão genómica (português europeu) ou genômica (português brasileiro) ou imprinting parental (marcação genética) é um fenómeno genético no qual certos genes são expressos apenas por um alelo, enquanto o outro é metilado (inactivado). É considerado um processo epigenético. Já foram demonstradas formas de imprinting genómico em insectos, mamíferos e flores.

## Visão geral
As células somáticas de organismos diplóides possuem duas cópias de cada genoma. Cada gene autossômico é consequentemente representado por duas cópias, ou alelos, com uma cópia herdada do pai e outra da mãe na fecundação. Para a grande maioria dos genes autossômicos, a expressão ocorre a partir dos dois alelos simultanemante. Entretanto, uma pequena proporção (menor que 1%) de genes é "imprintada"(=imprinted), ou seja, a sua expressão ocorre a partir de somente um alelo. O alelo expressado pode ser da mãe ou do pai, dependendo do gene.
O imprinting genómico é um mecanismo de regulação da expressão génica que permite apenas a expressão de um dos alelos parentais. Ao contrário da maioria dos genes em que a expressão é bialélica, os genes que estão submetidos a este mecanismo (genes imprinted) têm expressão monoalélica; por definição, num loci imprinted, apenas um alelo está activo (materno ou paterno), e o inactivo está epigeneticamente marcado por modificação histónica e/ou metilação das citosinas. Estas alterações epigenéticas ocorrem num dos alelos do gene imprinted, enquanto que o outro alelo permanece desmetilado e activo. Deste modo, o encontro dos dois alelos parentais, um metilado e outro não metilado, na fertilização, vai permitir um desenvolvimento embrionário normal.

## Doenças
Existem doenças que envolvem o imprinting genômico. Diversas doenças genéticas que são relacionadas à banda 11 do braço longo do cromossomo 15 (15q11) em humanos são devidas a um imprinting anormal.Dentro desta região, vários genes são transcricionalmente ativos apenas no cromossomo herdado do pai, enquanto outros são ativos apenas no cromossomo herdado da mãe. Assim, existem vários genes nessa região que são ativos em apenas um dos cromossomos e se a única cópia ativa for perdida por uma deleção cromossômica nenhum produto gênico será gerado, resultando em doença. É possível que uma pessoa não herde um 15q11 imprintado de um dos pais, como resultado ou de deleção da região 15q11 do cromossomo um dos pais, ou menos frequentemente, de uma dissomia uniparental (quando ambas as cópias herdadas são somente de um dos pais).
- Se nenhuma cópia da 15q11 sofrer imprinting paterno (isto é, ocorre uma inactivação do alelo paterno), o resultado é a síndrome de Prader-Willi (caracterizada por hipotonia, obesidade e hipogonadismo).
- Se nenhuma cópia sofrer imprinting materno, o resultado é a síndrome de Angelman (caracterizada por epilepsia, tremores, e uma expressão facial perpetuamente sorridente).

- Outros arranjos cromossómicos podem estar na origem destas patologias: se ambas as cópias do cromossoma 15 forem de origem materna, apenas ocorre expressão do gene materno, originando, portanto, a Síndrome de Prader-Willis (indo uma situação inversa ao encontro da Síndrome de Angelman).